# عجوقة بوربسيانية
عجوقة بوربسيانية (الاسم العلمي: Ajuga borbasiana) هي نوع نباتي يتبع جنس العجوقة من فصيلة الشفوية.